# Merodon nasicus
Merodon nasicus är en tvåvingeart som först beskrevs av Mario Bezzi 1915.  Merodon nasicus ingår i släktet narcissblomflugor, och familjen blomflugor. Inga underarter finns listade i Catalogue of Life.